# Пінсько-Турівський полк
Пі́нсько-Ту́рівський полк (рідше Турівський, Турово-Пинський) — козацька військова й адміністративно-територіальна одиниця Війська Запорозького в 1648—1649 і 1657—1659 роках на теренах Пінського повіту Берестейського воєводства Великого князівства Литовського з осідком у Турові та Давидгородку (сучасні північно-західні терени України та південно-західні Білорусі). Полк утворений під час козацько-селянського повстання під проводом Богдана Хмельницького і проіснував короткий проміжок часу до відступу козацьких військ з Полісся.

## Назва
В історіографії вживається декілька різних назв полку:
- Пі́нсько-Ту́рівський полк[1][3][7]
- Турівський[2][8], Туровський[9]
- Турово-Пинський[10][3]
- Турівсько-Пінський[8]

## Історія

### Передісторія

Пінський повіт Берестейського воєводства у складі Великого князівства Литовського

Пінський повіт у середині XVII століття належав до Берестейського воєводства, яке після Люблінської унії 1569 року залишилося у складі Великого князівства Литовського, на відміну від Підляшшя, Волині та Наддніпрянської України, включених тоді до Корони Королівства Польського. Повіт обіймав лісисті та болотисті терени поріччя Прип'яти на Поліссі й був покритий дрібними селами. Як зазначав В'ячеслав Липинський, просте населення Пинщини значною мірою залишалося досить консервативним і відданим «руській» культурі та вірі. Водночас на середину XVII століття більшість місцевої шляхти вже визнавало римо-католицьку церкву, хоч й не підтримувало Берестейську унію й греко-католицтво («нову віру»). Уніятські церкви тоді тут існували тільки в королівщинах.

### 1648—1649
Внаслідок козацько-селянських повстань на українських землях, що почалися під проводом Богдана Хмельницького влітку 1648 року, постала козацька держава Війська Запорозького (Україна), яка за адміністративно-територіяльним і військовим устроєм складалася з полків та сотень. Хвиля козацьких і селянсько-міщанських повстань охопила й Полісся, зокрема Пінський повіт Берестейського воєводства, який зайняли козацькі війська та різні повсталі ватаги. Відбулися повстання у Турові та Янові. У жовтні 1648 року повстало населення Пінська. В околицях Давидгородка восени 1648 року діяв повстанський загін, сформований з зем'ян, міщан і селян з міста та Давидгородської маєтності, які «козацьким способом» обрали собі полковником міського війта Івана Богдашевича. Того ж 1648 року створений Турівський полк. Його межі окреслювалися поселеннями: Кажангородок, Лахва, Давидгородок, Турів. Проте досить швидко польсько-литовській армії вдалося придушити повстання на Поліссі. До розгрому повстанців найбільших зусиль доклало литовське військо князя Януша Радзівілла. Оборона Пінська повстанцями хоч і завдала польсько-литовській армії Януша Радзивілла та війську місцевої шляхти значних втрат, зрештою закінчилася поразкою і різаниною повсталих на початку листопада 1648 року. У січні 1649 року литовське військо взяло Турів, влаштувавши там різанину та грабежі. І одна і друга сторона при тім завдали повітові значного спустошення, особливо сильно розграбували війська Януша Радзівілла Пинське староство, що належало особистому ворогові Януша, його родичу князю Альбрехту Станіславу Радзівіллу. Таким чином 1649 року полк припинив існування через відступ козацьких військ з цих теренів.

### 1650—1656
Подальша польсько-українська війна все ще зачіпала Пінський повіт, але особливо дався йому у взнаки московський наїзд 1655 року, під час якого московські війська під проводом князя Дмитра Волконського спалили та пограбували Пінськ. Після відступу московитів Пінський повіт зайняли польські війська. І коли московська влада нищила перед тим костели та місцеву шляхту католицьку і ту, що вороже до московської окупації ставилась, то тепер Польща стала руйнувати православні церкви й монастирі та переслідувати місцеву православну шляхту. Про ці події гетьман Богдан Хмельницький писав у листі від 22 січня 1656 року до московського царя: «Ляхи вновь въ Пинскомъ присуді монастыри попалили, православного архимандрита лещинскаго отца Іосифа (Тукальського) мало не убили, чернцовъ его побили на смерть». В цім самім році, використовуючи окупацію Пинщини польськими військами, польська влада конфіскує маєтки у шляхти, запідозреної в зносинах з гетьманом Богданом Хмельницьким. Зокрема тоді ж таки польський король конфіскував маєтки Погост і Новий Двір в Пинськім повіті, які належали прихильнику повстання Михайлові Стеткевичу.

### 1657—1659
Вдруге Пінсько-Турівський полк на теренах Пінського повіту створений внаслідок нового козацького наступу на півдні Великого князівства Литовського, розпочатого на початку 1657 році. У січні 1657 року у Турові і Висоцьку стояли козацькі застави на чолі з козацьким стражником Зарудним. У травні 1657 року козацькі війська зайняли Воронє над Горинню, близько цього ж часу Видибір над Стиром, згодом Лосичі під Пінськом. Богдан Хмельницький намагався схилити пинську шляхту до добровільної здачі, про що згадував ошмянський староста Адам Сакович у листі до московського полководця Артамона Матвєєва:
Нові обставини змусили пінську шляхту шукати порозуміння з козаками. 20 червня 1657 року посли від шляхти Пінського повіту на чолі з маршалком Лукашем Єльським і стольником Адамом Спитком Бжеським склали у Чигирині присягу на вірність Війську Запорозькому та гетьману Богданові Хмельницькому. Укладання злуки з Військом Запорозьким посли обумовлювали занепокоєнням спустошенням повіту довгою війною, загальним бажанням миру та відновлення державного ладу. Крім іншого, шляхтичі зобов'язувалися повідомляти «про все, що на шкоду Україні й всьому Війську мало б готовитись». 28 червня 1657 року гетьман Богдан Хмельницький там само видав універсал про гарантування прав шляхті Пинського повіту, у якому серед іншого згадувалася передбачувана посада полковника.
Фрагмент з універсалу гетьмана Богдана Хмельницького від 28 червня 1657 року
За цим універсалом Пінський повіт прилучався до держави Війська Запорозького як окрема земля. На чолі її цивільної земської влади має стояти гетьманський «староста», що представлятиме гетьманові кандидатів до тих урядів, які, згідно з давніми звичаями Речі Посполитої, шляхтою не обираються, а призначаються безпосередньо центральною владою, отже тепер гетьманською. На чолі місцевої військової сили, що під час війни з «посполитого рушення» (загальної мобілізації) всієї шляхти повіту складається, стоїть «полковник», який так само як і староста, має представляти гетьманові на затвердження вибраних ним кандидатів у «ротмистри і поручники». Инші земські автономні шляхетські уряди, що здавна були виборні, так само виборними й залишаються, але в порівнянні з устроєм Речі Посполитої вводиться дуже важна зміна, а саме: затвердження вибраних кандидатів гетьман залишає за собою. Позатим шляхта присягає «у всім тільки від ЙМ. Пана Гетьмана Запорожського, тепер і на потім будучого, заховати залежність, ніяких урядів собі помимо його волі не присвоюючи. Тобто ані соймиків скликувати, ані стягання хоруґвей задумувати, без особливого від ЙМ. Пана Гетьмана оповіщеня, хіба-б в наглій і горячій пригоді». Знов таки і в цім випадку, в порівнянні з польським державним устроєм, дуже широка в тім устрої автономія земель і представницького шляхетського стану тепер значно обмежується, відповідно до загальної тенденції посилення гетьманської влади за часів гетьманування Богдана Хмельницького. Суди шляхетські залишаються непорушними так, як і за часів Речі Посполитої, з тою тільки зміною, що скорочується дуже затяжна і коштовна «процедура правна», що було зроблено в інтересах середньої та дрібної шляхти. Шляхта приймається до держави Війська Запорожського як окремий точно означений стан і їй забезпечені Гетьманом всі «прероґативи, вольности, суди, станові шляхецькому належні, так як за Королів польських бувало». Одначе Гетьман ставить при тім виразну умову: «щоб чогось нового для ошукання Нас» — тобто для обмеження прав верховної гетьманської монархічної влади — «видумано не було». У повній силі зберігалися всі маєткові права шляхти в повітах ганському, мозирському і турівському, як дідичні, так і денні, надані польськими королями. Маєтками своїми мали право володіти однаково як шляхтичі православні, так і римо-католики, але тільки і виключно ті, що присягу вірности Гетьману і Війську Запорозькому складуть. Усі королівщини (державні маєтки), належні до ганського та инших староств, мають перейти після смерти теперішніх їх доживотніх орендаторів (державців) виключно до диспозиції гетьмана. Гетьман і Військо Запорозьке забезпечували повне право пінській шляхті безперешкодно дотримуватися римо-католицької віри, проте водночас вимагали викорінити «унію і чужі секти», обіцяючи амністію тим духовним уніятам, яким повернуться в підпорядкування Київського православного митрополита. Крім того, знову ставали православними ті церкви, які під примусом раніше були перетворені на костели.
Одночасно з відправленням послів Пінського повіту був виданий гетьманський універсал, яким гетьман призначив на 23 серпня 1657 року шляхетський соймик в Пінську, що повинен був вислухати реляцію послів про «злуку з Військом Запорожським» і про «ласку Гетьмана ку всему Повіту». На цьому соймику в Пинську мала відбутись урочиста присяга всієї шляхти гетьману і так само урочисте проголошення виданого їй «Забезпечення», яке Хмельницький, через «своїх надзвичайних послів» перед зібраною шляхтою присягою обіцявся ствердити. Проте незабаром 27 липня 1657 року Гетьман Богдан Хмельницький помер. Незадовго перед смертю гетьман вислав до Пінська свого представника, одного зі старшин Війська Запорожського, покозаченого шляхтича Івана Грушу, який прибув туди на початку липня на чолі козацької залоги й фактично зайняв та прилучив до Війська Запорозького Пінський повіт. 23 серпня 1657 року, у день похорону в Суботові Хмельницького, у Пінську зібрався скликаний гетьманським універсалом шляхецький соймик. На цім соймику, як пише один з самовидців, «ЙМП. Маршалок пінський, що їздив до ЙМП. Гетьмана Запорожського хотів реляцію посольства свого учинити».
Після смерті гетьмана Богдана Хмельницького польські війська, які перед тим покинули були Пінський повіт, тепер, використовуючи внутрішнє замішання, знов почали наступати під проводом литовського гетьмана Сапіги на Пінськ. З наступом польських військ поверталися й лояльна до Речі Посполитої шляхта, здебільшого державці-орендатори пінських королівських маєтків. І коли місцева шляхта, зібрана на соймику, у присутности гетьманського намісника Груші радила в Пінську, то 27 серпня 1657 року, під прикриттям польських військових відділів, зібрався другий соймик «в королівськім селі Пуларановичах». Цей опозиційний соймик спочатку відіслав своїх представників до Груші, «питаючи з чим він приїхав», а потім, довідавшись про невелику кількість козацької залоги, увесь перенісся 4 вересня до Пінська. Там була вислана від нього до Груші, що саме тоді занедужав і лежав у ліжку, нова делегація, яка прохала подати на письмі пункти, «чого жадає Військо Запорожське від Пінського повіту». Отримавши відповідь, що Військо Запорозьке хоче присяги на вірність Гетьману, знесення унії й щоби пинська шляхта «орду татарську Війську Запорожському зносити допомогала», опозиційні шляхтичі відповіли відмовою, оскільки знали про наближення до Пінська Сапіги зі значним військом. Груша зі своєю невеликою козацькою залогою і лояльною до козацтва місцевою шляхтою відступив з Пінська.
У жовтні 1657 року відбулася генеральна рада в Корсуні, на якій було укріплено становище новообраного гетьмана Івана Виговського всередині держави та укладено козацько-шведський союз. За Корсунським договором, шведський король Карл X Густав визнавав кордони Війська Запорозького, до якого серед іншого мало увійти Берестейське воєводство. Вже у грудні 1657 року замість Груші в Пинський повіт відправлений з великим козацьким військом Костянтин Виговський, який від свого брата гетьмана одержав титул «Полковника Пинського і Туровського». Одночасно почалась завзята дипломатична боротьба за Пінський повіт між Виговським і Річчю Посполитою, яка тоді, бувши в дуже скрутному стані, хотіла за всяку ціну укласти мир з Україною.
Універсал Костянтина Виговского від 13 червня 1658 року
У листі від 19 грудня 1657 року гетьмана Івана Виговського до представника Речі Посполитої Станіслава Беневського гетьман пише, що направив залогу до Пінська на прохання пінської шляхти відповідно до укладеного раніше договору. У відповідь на це литовський гетьман Сапіга заявив, що злука Пинського повіту з Військом Запорозьким є незаконною тому, що її уклали лише маршалок Лукаш Єльський зі своїм товаришем, перевищивши цим дані йому пінською шляхтою повноваження, і що шляхта ця «козацької протекції» собі не бажає. У відповідь гетьман став на захист Єльського, обіцяючи надіслати польському королеві оригінал інструкції з підписами, даної Єльському пинською шляхтою. Через погрози Виговського припинити переговори війська Речі Посполитої були змушені покинути Пинський повіт і його знову зайняли залоги Війська Запорозького під проводом полковника Костянтина Виговського. Особливо відзначився під час цього зайняття козацькими військами Пінського повіту помічник полковника Виговського «сотник полку пинського і туровського», шляхтич «пан Костюшко з Серник», що належав до місцевого православного роду, з якого пізніше походив польський національний герой Тадеуш Костюшко. 13 червня 1658 року полковник Костянтин Виговський видав універсал до пинської шляхти, за яким 17 червня 1658 року скликався соймик до Давидгородка. За гетьманування Івана Виговського межі повіту орієнтовно охоплювали терени між річками Горинь, Стир та Десною. Центрами полку вважалися Турів та Давидгородок. 1659 року полк остаточно припинив існування через ускладнення військово-політичного становища та відхід козацьких військ з Полісся.

## Сотенний поділ
Відомі сотні полку:
- Давидгородська
- Олевська
- Сущанська
- Турівська
- Тростянецька

## Старшина

### Полковники
Полковники пинські і турівські:
| Ім'я                             | Роки на посаді | Примітки та джерела                                                                       |
| -------------------------------- | -------------- | ----------------------------------------------------------------------------------------- |
| Прокіп Цівка                     | 1648—1649      | В. Заруба (2007), В. Кривошея (2010)                                                      |
| Іван [Якимович] Якименко (Груша) | 1657           | І. Крип'якевич (1926), В. Заруба (2007)                                                   |
| Василь Дворецький                | ?              | І. Крип'якевич (1926), В. Заруба (2007)                                                   |
| Зарудний                         | ?              | І. Крип'якевич (1926), В. Заруба (2007)                                                   |
| Костянтин Виговський             | 1658—1659      | В. Липинський (1920), І. Крип'якевич (1926), В. Заруба (2007), В. Кривошея (2010) та інші |

### Полкові судді
- Лев Підлеський (? — 1659.08. — ?)[4]

## Зауваги
1. ↑  Існують різні датування часу існування полку:

  - 1648, 1657—1659 (за Вірою Панашенко[3] та Володимиром Кривошеєю[4])
  - 1648—1649; 1657—1659 (за Віктором Зарубою[2])
  - 1657—1659 (за Володимиром Леонюком[5])
  - 1655—1659 (за РЕІУ[6])
2. ↑  Датування за Володимиром Кривошеєю:
 ? — 1648.10.-11. — ?[4].
3. ↑  Липень — грудень 1657 (за Юрієм Гаєцьким[43])
4. ↑  Варіянти датування:

  - грудень 1657 — травень 1659 (за Юрієм Гаєцьким[43])
  - 1658—1659 (за Вірою Панашенко[3])
  - 1648—1649; 1658—1659 (за Віктором Зарубою[2])
  -  ? — 1659.10.06. — ? (за Володимиром Кривошеєю[4])

### Нормативно-правові акти та свідчення сучасників
- Lipiński W. Z dziejów Ukrainy. — Krakow, 1912. — 682 с. (пол.)
  - Jurament ich mciow panów obywatelów Pińskich, wykonany hetmanowi Bohdanowi Chmielnickiemu 20 czerwca roku 1657. [Архівовано 30 вересня 2021 у Wayback Machine.] — S. 514—516.
  - Ubezpieczenie dane Przez Hetmana Bohdana Chmielnickiego szlachcie powiatu Pińskiego 28 czerwca r. 1657. [Архівовано 30 вересня 2021 у Wayback Machine.] — S. 517—519.
  - [Універсал Костянтина Виговського, полковника Пинського і Турівського, від 13 червня 1658 року] — S. 563—564.
- Липинський В. Україна на переломі. 1657—1659. Замітки до історії українського державного будівництва в XVII-ім століттю. — Відень, 1920. — 304 с.
  - I. Присяга їх милостивих панів шляхти пинської, дана Гетьману Богдану Хмельницькому 20 Червня 1657 р. [Архівовано 30 вересня 2021 у Wayback Machine.] — С. 11-14.
  - II. Забезпечення, дане Гетьманом Богданом Хмельницьким шляхті Повіту Пинського 28 Червня 1657 року. [Архівовано 30 вересня 2021 у Wayback Machine.] — С. 14-17
- Джерела з історії Національно-визвольної війни українського народу 1648–1658 pp / Упорядн. о. Ю. Мицик. — К., 2015. — Т. 4: 1655—1658 pp. — 540 с. — ISBN 978-966-02-7362-7.
  - № 147. 1658, червня 23 (13). — Давидгородок. — Універсал пінського й турівського полковника Костянтина Виговского. — С. 182.
  - № 151. 1658, липня 3 (червня 24). — Туров. — Охоронний універсал турово-пінського полковника Костянтина Виговського князю Стефану-Святополку Четвертинському на містечко Володимирці. — С. 185.
- О бунтѣ города Пинска и объ усмиреніи онаго въ 1648 г. // Чтенія въ Императорскомъ Обществѣ Исторіи и Древностей Россійскихъ при Московскомъ Университетѣ. Годъ второй. №5. — Отд. III / Найденный Ксен. Антономъ Мошинскимъ. — М. : Университетская типография, 1847. — С. 31–38. (рос. дореф.)

### Монографії та статті
- Gajecky, George (1978). The Cossack Administration of the Hetmanate. Vol.2. Cambridge, Mass.: Harvard Ukrainian Research Institute. (англ.)
- Грицкевич А. П.[be]. Социальная борьба горожан Белоруссии (XVI—XVIII вв.). — Мн. : Наука и техника, 1979. — 152 с. (рос.)
- Грушевський М. С. Історія України-Руси : в 11 т., 12 кн. — Київ : Наукова думка, 1997. — Т. 9, кн. 2 : Роки 1654-1657. — 871-1630 с.
- Заруба В. М. Адміністративно-територіальний устрій та адміністрація Війська Запорозького у 1648–1782 pp / Рецензенти: Негодченко О. В., Швидько Г. К. Дніпропетровський державний університет внутрішніх справ, Кафедра українознавства. — Д. : ПП "Ліра ЛТД”, 2007. — 380 с. — ISBN 978-966-383-095-7.
- Кривошея В. В. Козацька старшина Гетьманщини. Енциклопедія / Український інститут національної пам'яті. — К. : "Стилос", 2010. — 792 с. — ISBN 978-966-8009-99-0.
- Крип'якевич І. П. Адміністративний поділ України 1648-1654 рр. // Історичні джерела та їх використання. — К. : Наукова думка, 1964. — Вип. 1. — С. 123-148. Архівовано з джерела 24 лютого 2022. Процитовано 24 лютого 2022.
- Крип'якевич І. Студії над державою Богдана Хмельницького (III. Державні межі. IV. Дороги) // Записки наукового товариства імені Шевченка. — Львів : Накладом Т-ва імені Шевченка, 1926. — Т. 144-145. — С. 109-140. Архівовано з джерела 24 лютого 2022. Процитовано 24 лютого 2022.
- Леонюк В. Пинсько-турівський козацький полк // Словник Берестейщини. — Львів : Видавнича фірма «Афіша», 1996. — Т. 1. — С. 237-238. — ISBN 966-95063-0-1.
- Панашенко В. В. Полкове управління в Україні (середина XVII-XVIII ст.) / Інститут історії України НАН України. — Київ, 1997. — 74 с. — (Історичні зошити) — ISBN 5-7702-1083-4.
- Панашенко В. В. Пінсько-Турівський полк, Турово-Пінський полк // Енциклопедія історії України : у 10 т. / редкол.: В. А. Смолій (голова) та ін. ; Інститут історії України НАН України. — К. : Наукова думка, 2011. — Т. 8 : Па — Прик. — С. 259. — ISBN 978-966-00-1142-7.
- Сергійчук В. І. Армія Богдана Хмельницького. — К. : Аграрна наука, 1996. — 254 с.
- Сергійчук В. І. Етнічні межі і державний кордон України. — Вид. 3-є. — К. : ПП Сергійчук M. І, 2008. — 560 с. — ISBN 978-966-2911-24-4.
- Сухих Л. А. Пінсько-Турівський полк // Юридична енциклопедія : [у 6 т.] / ред. кол.: Ю. С. Шемшученко (відп. ред.) [та ін.]. — К. : Українська енциклопедія ім. М. П. Бажана, 2002. — Т. 4 : Н — П. — 720 с. — ISBN 966-7492-04-4.
- Історія України в документах і матеріалах. — К. : Вид-во АН УРСР, 1941. — Т. 3.
- Пінсько-Турівський полк // Радянська енциклопедія історії України. — К. : Головна редакція УРЕ, 1971. — Т. 3 : Летичів — розкопки. — С. 392.